# Rad (Eslovàquia)
|  | No s'ha de confondre amb Rad. |

Rad és un poble i municipi d'Eslovàquia. Es troba a la regió de Košice, a l'est del país.

## Història
La primera referència escrita de la vila data del 1418.

## Demografia
| Godina             | 1994 | 2004    | 2014   | 2024    |
| ------------------ | ---- | ------- | ------ | ------- |
| Nombre de persones | 522  | 582     | 552    | 479     |
| Diferència         |      | +11,49% | −5,15% | −13,22% |

| Godina             | 2023 | 2024   |
| ------------------ | ---- | ------ |
| Nombre de persones | 491  | 479    |
| Diferència         |      | −2,44% |